# Поволоцкий, Дмитрий
Дмитрий Поволоцкий — российский кинорежиссёр.

## Биография
Родился в Москве. Окончил Хореографическое училище при Большом театре. Учился в нью-йоркской балетной школе Джульярд. В течение семи лет работал танцовщиком в «Метрополитен-опера». Окончил высшие режиссёрские курсы Колумбийского университета, где снял короткометражный фильм «Pal/Secam» — свою дипломную работу.

## Фильмография
- 2007 — «Pal/Secam».
- 2011 — «Мой папа Барышников»[1][2].

## Награды, фестивали
- 2008 — Главный приз конкурса «Кинотавр. Короткий метр» (фильм «Pal/Secam»)[2].